# Charmois-l'Orgueilleux
Charmois-l'Orgueilleux är en kommun i departementet Vosges i regionen Grand Est (tidigare regionen Lorraine) i nordöstra Frankrike. Kommunen ligger i kantonen Xertigny som tillhör arrondissementet Épinal. År 2022 hade Charmois-l'Orgueilleux 584 invånare.

## Befolkningsutveckling
Antalet invånare i kommunen Charmois-l'Orgueilleux
| Referens: INSEE |